# Jamaal Shabazz
Jamaal Shabazz (ur. 22 listopada 1963) – trynidadzki piłkarz i trener piłkarski, obecnie trener Caledonia AIA.
17 maja 1979, mając piętnaście lat, Shabazz założył klub piłkarski Caledonia AIA, którego był wówczas grającym trenerem. Występował na pozycji bramkarza.
Shabazz rozpoczynał samodzielną pracę szkoleniową w 1998 roku jako jeden z dyrektorów programu ds. rozwoju kobiecego futbolu na Trynidadzie i Tobago, natomiast dwa lata później został selekcjonerem reprezentacji Trynidadu i Tobago kobiet. W późniejszym czasie łączył te funkcje z trenowaniem zespołu Caledonia AIA, występującego w rozgrywkach profesjonalnej ligi krajowej – TT Pro League. Pracował także w roli asystenta seniorskiej męskiej reprezentacji Trynidadu i Tobago. Ze stanowiska szkoleniowca kadry narodowej kobiet zrezygnował w maju 2011 – pod jego kierownictwem reprezentacja była uznawana za czwartą najlepszą w regionie CONCACAF, po USA, Kanadzie i Meksyku, notowała również osiągnięcia w futbolu młodzieżowym.
W kwietniu 2005 Shabazz został selekcjonerem reprezentacji Gujany. Funkcję tę pełnił przez kolejne trzy lata i w 2007 roku był bliski zakwalifikowania się na Złoty Puchar CONCACAF, jednak w Pucharze Karaibów po udanym pierwszym etapie rozgrywek nie zdołał wyjść z grupy, z powodu gorszego bilansu bramkowego od Kuby. Poprowadził także reprezentację eliminacjach do Mistrzostw Świata 2010, odpadając w drugiej rundzie po przegranym dwumeczu z Surinamem. Za jego kadencji kadra Gujany zajęła najwyższą w historii, 90. lokatę w rankingu FIFA, w sierpniu 2007.
W 2011 roku Shabazz po raz drugi objął stanowisko trenera gujańskiej kadry narodowej. Reprezentacja rozpoczęła kwalifikacje do Mistrzostw Świata 2014 od drugiej rundy, gdzie po czterech zwycięstwach, remisie i porażce zajęła pierwsze miejsce w grupie, w listopadzie 2011 sensacyjnie wygrywając z faworyzowanym Trynidadem i Tobago wynikiem 2:1. Oznaczało to największy sukces w historii gujańskiego futbolu, w postaci awansu kadry do trzeciej rundy eliminacyjnej, gdzie zmierzyła się w jednej grupie z Kostaryką, Meksykiem i Salwadorem. Tam Gujańczycy w sześciu meczach odnieśli remis i pięć porażek, notując bilans bramkowy 5–24 i zajęli ostatnie miejsce, nie kwalifikując się na mundial w Brazylii.
Pod koniec listopada 2012 Shabazz zrezygnował z pracy z gujańską kadrą, a już kilka dni później został nowym selekcjonerem reprezentacji Trynidadu i Tobago, dzieląc to stanowisko z Hudsonem Charlesem. W czerwcu 2013 został zastąpiony na tym stanowisku przez Stephena Harta.